# 푸에르토프린세사 국제공항
푸에르토프린세사 국제공항(타갈로그어: Paliparang Pandaigdig ng Puerto Princesa, 영어: Puerto Princesa International Airport, IATA: PPS, ICAO: RPVP)은 필리핀 팔라완주 푸에르토프린세사에 있는 국제공항이다. 필리핀 민간 항공국에 의해 국제 공항으로 분류된다.

## 역사
팔라완 동부 해안에 자리잡고 있어 동쪽으로는 술루해(海)에 면한다. 팔라완주 서부의 주요한 공항이며, 유네스코 세계유산인 푸에르토프린세사지하강 국립공원으로의 관문 역할을 한다. 2009년 9월 5일 개항했으며, 당해 국제공항으로서의 지위를 획득했다. 2018년 5월 4일 완공되면서 여객 터미널을 현대화·확장 건설 되었다.

## 터미널 및 구조물

### 신 여객 터미널 복합체
푸에르토 프린세사와 팔라완주의 증가하는 항공 운송 수요를 충족시키기 위해 교통부와 대한 항공은 2억 8260 만달러(2조 2660 억원)규모의 화물 터미널을 수주했다. 그 프로젝트는 기공식으로부터 30개월 만에 완성되었다
새로운 여객 터미널 단지는 연간 2백만명의 승객을 수용할 수 있는 향상된 처리 능력을 가지고 있으며, 시간당 최대 승객 수는 690명으로 추정된다. 그것은 2017년 5월 3일에 공식적으로 설립되었고 그 다음날인 2017년 5월 4일에 상업을 위해 개방되었다.

## 운항 노선

### 국제선
| 항공사      | 목적지                     |
| ----------- | -------------------------- |
| 이스타항공  | 서울(인천)                 |
| 필리핀 항공 | 서울(인천), 타이페이(도원) |

### 국내선
| 항공사            | 목적지                             |
| ----------------- | ---------------------------------- |
| 필리핀 항공       | 마닐라, 클라크                     |
| 에어 주안         | 부수앙가, 쿠요, 시팔레이, 산비센터 |
| 에어 스위프트     | 엘 니도                            |
| 세부퍼시픽        | 마닐라, 세부, 일로일로             |
| 에어아시아 필리핀 | 마닐라, 다바오, 막탄, 클라크       |